# Diogo Mateus (calciatore)
Diogo Mateus de Almeida Rodrigues Maciel, noto semplicemente come Diogo Mateus (San Paolo, 13 febbraio 1993), è un calciatore brasiliano, difensore dell'Operário-PR.

## Caratteristiche tecniche
È un terzino destro.

## Palmarès

### Club

#### Competizioni nazionali
- Campionato giapponese: 1

Kawasaki Frontale: 2020